# Centrale nucléaire de Jinqimen
La centrale nucléaire de Jinqimen est un projet de centrale nucléaire chinoise. Elle est située dans province du Zhejiang, préfecture de Ningbo au sein du Xian de Xiangshan et à proximité de la ville de Jinqimen. 
Le projet est porté par l'entreprise chinoise CNNC Zhejiang Energy Co Ltd (appartenant à la CNNC).
Depuis août 2025, un réacteur Hualong-1 d'environ 1 200 MWe est en construction sur le site, un autre est approuvé et quatre autres sont à l'étude. La puissance électrique totale des six réacteurs est envisagé sur le site serait de 7 200 MWe.

## Historique
Le conseil d’État chinois approuve la phase 1 du projet avec la construction de deux réacteurs Hualong-1 à la centrale de Jinqimen le 29 décembre 2023, après une évaluation globale de leur sûreté,. CNNC Zhejiang Energy Co Ltd sera le financeur, le constructeur et l'exploitant des réacteurs,. Les pré-travaux commencent en février 2024. La NNSA délivre le permit de construction des deux premières unités le 5 août 2025 et la construction de l'unité no 1 débute le 10 août 2025.
Quatre autres réacteurs Hualong-1 sont à l'étude sur le site, pour une construction à des phases ultérieures.

## Caractéristique des réacteurs
La phase 1 du projet comprend deux réacteurs chinois de troisième génération de modèle Hualong-1. Se sont des réacteurs à eau pressurisée d'une puissance unitaire nette d'environ 1 200 MWe,.

### Définitions
Les caractéristiques des réacteurs sont données dans le tableau ci-après, les données sont principalement issues de la base de données PRIS (Power Reactor Information System) de l’Agence internationale de l'énergie atomique (AIEA).
Base de données établie par l'AIEA qui définit ainsi les termes :
- La puissance nette correspond à la puissance électrique délivrée sur le réseau et sert d'indicateur en termes de puissance installée,
- La puissance brute correspond à la puissance délivrée par l'alternateur (= puissance nette augmentée de la consommation interne de la centrale),
- La puissance thermique correspond, à la puissance délivrée par la chaudière nucléaire

Le début de construction correspond à la date de coulage des fondations du bâtiment réacteur. Une tranche (nom utilisé pour un réacteur complet) est considérée comme opérationnelle après son premier couplage au réseau. La mise en service commercial est le transfert contractuel de l’installation du constructeur vers le propriétaire ; en principe après réalisation des tests réglementaires et contractuels et après fonctionnement continu à 100 % pendant une durée définie au contrat de construction.
| Centrale - tranche | Statut          | Modèle   | Puissance   | Puissance   | Puissance        | Maitre d'ouvrage | Début de construction | Première divergence | Raccordement au réseau | Mise en service commercial |
| Centrale - tranche | Statut          | Modèle   | Nette [MWe] | Brute [MWe] | Thermique [MWth] | Maitre d'ouvrage | Début de construction | Première divergence | Raccordement au réseau | Mise en service commercial |
| ------------------ | --------------- | -------- | ----------- | ----------- | ---------------- | ---------------- | --------------------- | ------------------- | ---------------------- | -------------------------- |
| Phase 1            |                 |          |             |             |                  |                  |                       |                     |                        |                            |
| JINQIMEN-1         | En construction | HPR-1000 | 1 120       | 1 200       | 3 180            | CNNC             | 10 août 2025          |                     |                        |                            |
| JINQIMEN-2         | En projet       | HPR-1000 | ~1 120      | ~1 200      | ~3 180           | CNNC             |                       |                     |                        |                            |
| Phase ultérieure   |                 |          |             |             |                  |                  |                       |                     |                        |                            |
| JINQIMEN-3         | À l'étude       | HPR-1000 | ~1 120      | ~1 200      | ~3 180           | CNNC             |                       |                     |                        |                            |
| JINQIMEN-3         | À l'étude       | HPR-1000 | ~1 120      | ~1 200      | ~3 180           | CNNC             |                       |                     |                        |                            |
| JINQIMEN-3         | À l'étude       | HPR-1000 | ~1 120      | ~1 200      | ~3 180           | CNNC             |                       |                     |                        |                            |
| JINQIMEN-3         | À l'étude       | HPR-1000 | ~1 120      | ~1 200      | ~3 180           | CNNC             |                       |                     |                        |                            |